# West Palm Beach
West Palm Beach este un oraș din Florida, Statele Unite ale Americii. Conform recensământului din 2010, populația sa era de 99.919 locuitori.